# Universidad Simon Fraser
La Universidad Simon Fraser (SFU) es una universidad pública de investigación en Columbia Británica (Canadá), con tres campus: Burnaby (campus principal), Surrey y Vancouver. El campus de Burnaby, de 170 hectáreas (420,1 acre) y ubicado a 20 kilómetros (12,4 mi) del centro de Vancouver, se creó en 1965 y cuenta con más de 30.000 estudiantes. La universidad, creada en un esfuerzo por expandir la educación superior en Canadá, forma parte de la Asociación Internacional de Universidades. La SFU también se ha asociado con otras universidades y agencias para operar instalaciones de investigación conjuntas como el TRIUMF, el laboratorio nacional canadiense de física nuclear y de partículas, que alberga el ciclotrón más grande del mundo, y la Estación Marina de Bamfield, un importante centro de enseñanza e investigación en biología marina.
Los programas de pregrado y posgrado en SFU operan en una organización de tres periodos durante todo el año. Es constantemente clasificada como la mejor universidad integral de Canadá y nombrada en la lista de Times Higher Education de las 100 universidades del mundo fundadas hace menos de 50 años, SFU es también el primer miembro canadiense de la National Collegiate Athletic Association, la asociación de deportes universitarios más grande del mundo. Los profesores y exalumnos de SFU han ganado 43 becas para la Royal Society of Canada, tres becas Rhodes y un premio Pulitzer. Entre la lista de exalumnos se encuentran dos ex primeros ministros de Columbia Británica, Gordon Campbell y Ujjal Dosanjh, el primer ministro de Lesoto, Pakalitha Mosisili y el activista por la investigación del cáncer, Terry Fox .

## Historia

### Fundación
La Universidad Simon Fraser se fundó por recomendación de un informe de 1962 titulado La educación superior en la Columbia Británica y un plan para el futuro, de John B. Macdonald. Recomendaba la creación de una nueva universidad en Columbia Británica y la Legislatura de esta provincia dio su consentimiento formal el 1 de marzo de 1963 para el establecimiento de la universidad en Burnaby. La universidad lleva el nombre de Simon Fraser, un comerciante y explorador de pieles de la North West Company. El nombre original de la escuela era Fraser University, pero se cambió porque las iniciales "FU" evocaban un insulto en inglés. En mayo del mismo año, Gordon M. Shrum fue nombrado primer rector de la universidad. De una variedad de sitios que se ofrecieron, Shrum recomendó al gobierno provincial que se eligiera la cima de la montaña Burnaby, a 365 metros sobre el nivel del mar, para la nueva universidad. Los arquitectos Arthur Erickson y Geoffrey Massey ganaron un concurso para diseñar la universidad y la construcción comenzó en la primavera de 1964. El campus mira hacia el noroeste sobre Burrard Inlet. Dieciocho meses después, el 9 de septiembre de 1965, la universidad inició su primer semestre con 2.500 alumnos.

### Activismo temprano
El campus se destacó en la década de 1960 y principios de la de 1970 como un semillero de activismo político, que culminó con una crisis en el Departamento de Ciencias Políticas, Sociología y Antropología en una disputa que involucraba diferencias ideológicas entre los profesores. La resolución de la crisis incluyó el desmantelamiento del departamento en los departamentos separados que ahora existen. Durante este tiempo, Thelma Finlayson se convirtió en la primera profesora femenina de la Universidad en el Departamento de Ciencias Biológicas. Más tarde se convertiría en su primera profesora emérita tras su jubilación en 1979.

### La universidad hoy

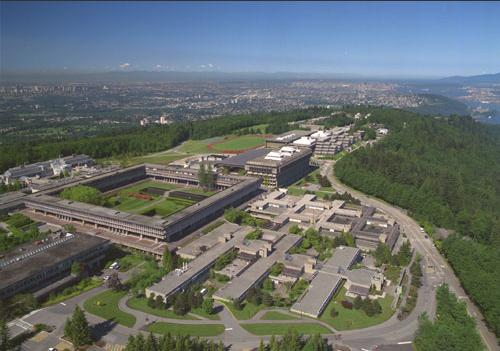
El campus de Burnaby.

La presidenta de SFU es Joy Johnson, cuyo mandato comenzó el 1 de septiembre de 2020. Johnson sucedió a Andrew Petter, quien ocupó el cargo de presidente durante una década de 2010 a 2020. El mandato de Johnson finaliza el 1 de septiembre de 2025, después de lo cual puede optar por buscar otro mandato de 5 años.
La Universidad Simon Fraser tiene el mayor impacto de publicación entre las universidades canadienses integrales y las tasas de éxito más altas por miembro de la facultad en los concursos para la financiación del consejo federal de investigación del Consejo de Investigación de Ciencias Naturales e Ingeniería (NSERC) y el Consejo de Investigación de Ciencias Sociales y Humanidades (SSHRC). En 2007, la Universidad comenzó a ofrecer programas de titulación dual y doble al asociarse con universidades internacionales, como una titulación dual en ciencias de la computación a través de una asociación con la Universidad de Zhejiang en China y una licenciatura doble en conjunto con la Universidad Monash de Australia.
El 9 de septiembre de 2015, SFU celebró su 50 aniversario. Durante sus 50 años, la universidad educó a más de 130.000 personas.

## Datos académicoss
Hay ocho facultades en la Universidad Simon Fraser:
- Facultad de Ciencias Aplicadas
- Facultad de Artes y Ciencias Sociales
- Escuela de Negocios Beedie
- Facultad de Comunicación, Arte y Tecnología
- Facultad de Educación
- Facultad de Medio Ambiente
- Facultad de Ciencias de la Salud
- Facultad de Ciencias

### Pregrado
En el año académico de 2010-11, SFU tenía 29,697 estudiantes universitarios, de los cuales 14,911 eran a tiempo completo y 14,786 a tiempo parcial. La universidad ha crecido en los últimos años, alcanzando recientemente una población de egresados de más de 100,000. Cuenta con 946 profesores y 3,403 empleados.  En el semestre de otoño de 2012, se inscribieron 4,269 estudiantes internacionales, lo que representa el 17% del cuerpo estudiantil de pregrado, uno de los porcentajes más altos entre las universidades canadienses. La mayoría de estos estudiantes internacionales (60%) provienen de China continental y Hong Kong (6%) y Corea del Sur (6%).

### Posgrado
La universidad cuenta con más de 5,000 estudiantes de posgrado en una amplia gama de programas académicos a tiempo completo y parcial. Los estudiantes internacionales constituyen el 20% de la población de estudiantes de posgrado en su conjunto y del 30 al 40% en las áreas de ciencia y tecnología. Una Sociedad de Estudiantes de Posgrado apoya y aboga por los estudiantes de posgrado en la universidad.